# Mogoșoaia, Ilfov
Mogoșoaia este o comună în județul Ilfov, Muntenia, România, formată numai din satul de reședință cu același nume.

## Așezare

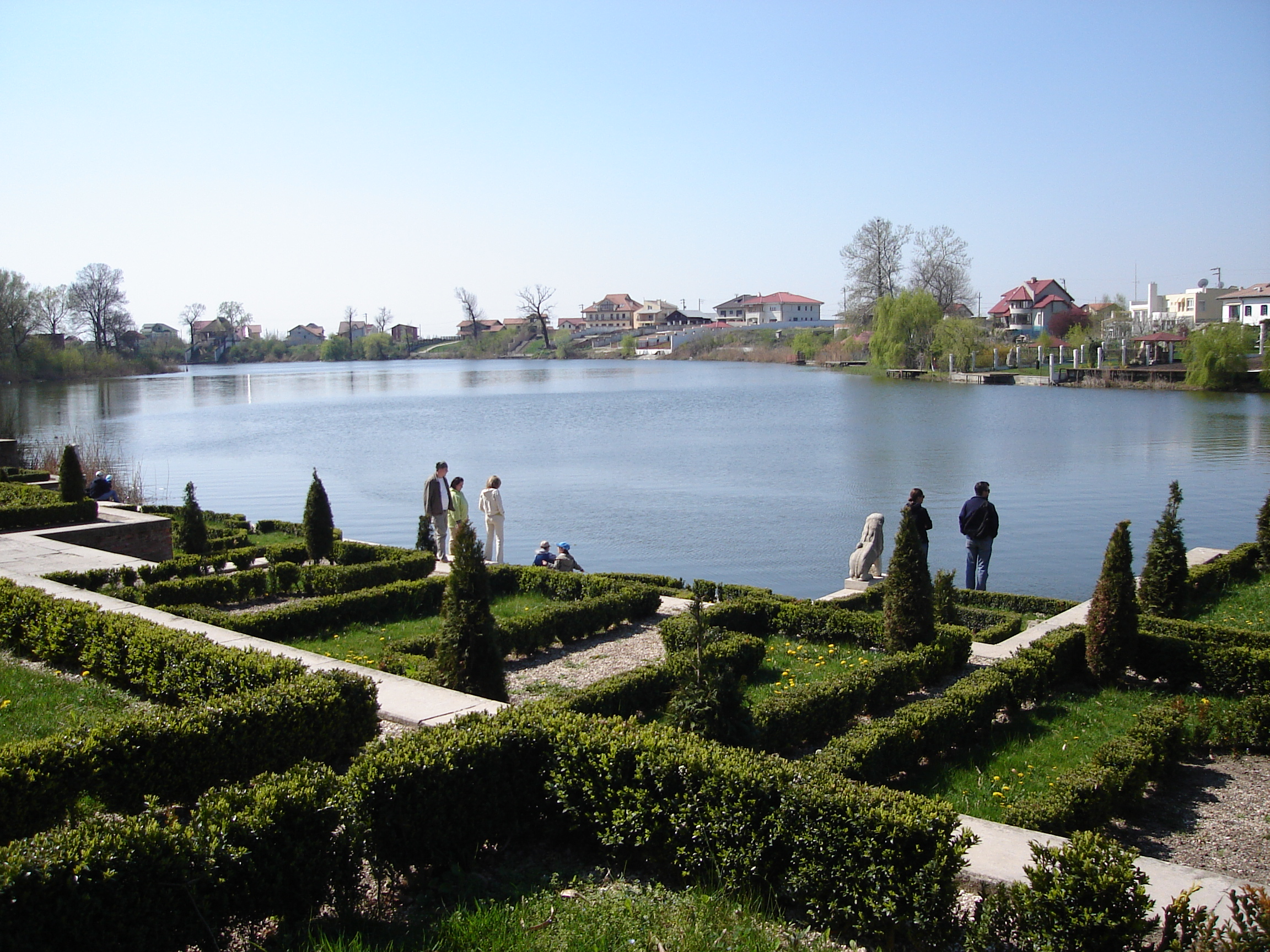
Lacul Mogoșoaia format de râul Colentina, vedere din Parcul Mogoșoaia

Comuna se află în partea de vest a județului, la nord-vest de București, pe malul stâng al râului Colentina, care formează în dreptul comunei lacurile Chitila și Mogoșoaia. Este traversată de șoseaua națională DN1A, care leagă Bucureștiul de Ploiești prin Buftea, șosea care la limita de sud-est a comunei, cu municipiul București, se intersectează cu șoseaua de centură a acestui oraș. Prin comună trece și calea ferată București–Urziceni, pe care este deservită de stația Mogoșoaia. De asemenea, pe la limita de vest a comunei trece și calea ferată București-Ploiești, pe teritoriul comunei aflându-se pe ea punctul de oprire Buciumeni, stație care nu mai este folosită de la renovarea liniei în primul deceniu al secolului al XXI-lea.

## Demografie
Componența etnică a comunei Mogoșoaia
     Români (74,79%)
     Alte etnii (1,37%)
     Necunoscută (23,84%)
Componența confesională a comunei Mogoșoaia
     Ortodocși (69,5%)
     Alte religii (4,68%)
     Necunoscută (25,81%)
Conform recensământului efectuat în 2021, populația comunei Mogoșoaia se ridică la 9.820 de locuitori, în creștere față de recensământul anterior din 2011, când fuseseră înregistrați 7.625 de locuitori. Majoritatea locuitorilor sunt români (74,79%), iar pentru 23,84% nu se cunoaște apartenența etnică. Din punct de vedere confesional, majoritatea locuitorilor sunt ortodocși (69,5%), iar pentru 25,81% nu se cunoaște apartenența confesională.

## Politică și administrație
Comuna Mogoșoaia este administrată de un primar și un consiliu local compus din 15 consilieri. Primarul, Florin-Răducu Covaci[*], de la Partidul Național Liberal, este în funcție din 1 noiembrie 2024. Începând cu alegerile locale din 2024, consiliul local are următoarea componență pe partide politice:
|  | Partid                          | Consilieri | Componența Consiliului | Componența Consiliului | Componența Consiliului | Componența Consiliului | Componența Consiliului | Componența Consiliului | Componența Consiliului | Componența Consiliului | Componența Consiliului |
|  | ------------------------------- | ---------- | ---------------------- | ---------------------- | ---------------------- | ---------------------- | ---------------------- | ---------------------- | ---------------------- | ---------------------- | ---------------------- |
|  | Partidul Național Liberal       | 9          |                        |                        |                        |                        |                        |                        |                        |                        |                        |
|  | Uniunea Salvați România         | 4          |                        |                        |                        |                        |                        |                        |                        |                        |                        |
|  | Alianța pentru Unirea Românilor | 1          |                        |                        |                        |                        |                        |                        |                        |                        |                        |
|  | Partidul Social Democrat        | 1          |                        |                        |                        |                        |                        |                        |                        |                        |                        |

## Istorie
La sfârșitul secolului al XIX-lea, satul Mogoșoaia, cu 647 de locuitori, era o parte a comunei Bucoveni (plasa Snagov, județul Ilfov), din care mai făceau parte și Chitila, Buftea, Odăile și alte localități. Satul avea o școală mixtă cu 23 de elevi (din care 7 fete) și o biserică ortodoxă (biserica Sf. Gheorghe de lângă palat). În 1925, comuna Bucoveni era reședința plășii Buftea-Bucoveni.
În 1950, satul Mogoșoaia a fost inclus în raionul Grivița Roșie al orașului republican București, iar în 1968 a fost organizat drept comună de sine stătătoare, cu statut de comună suburbană a municipiului București. În 1981, comuna a trecut în subordinea Sectorului Agricol Ilfov, subordonat municipiului București, sector care în 1998 a devenit județul Ilfov.

## Monumente istorice

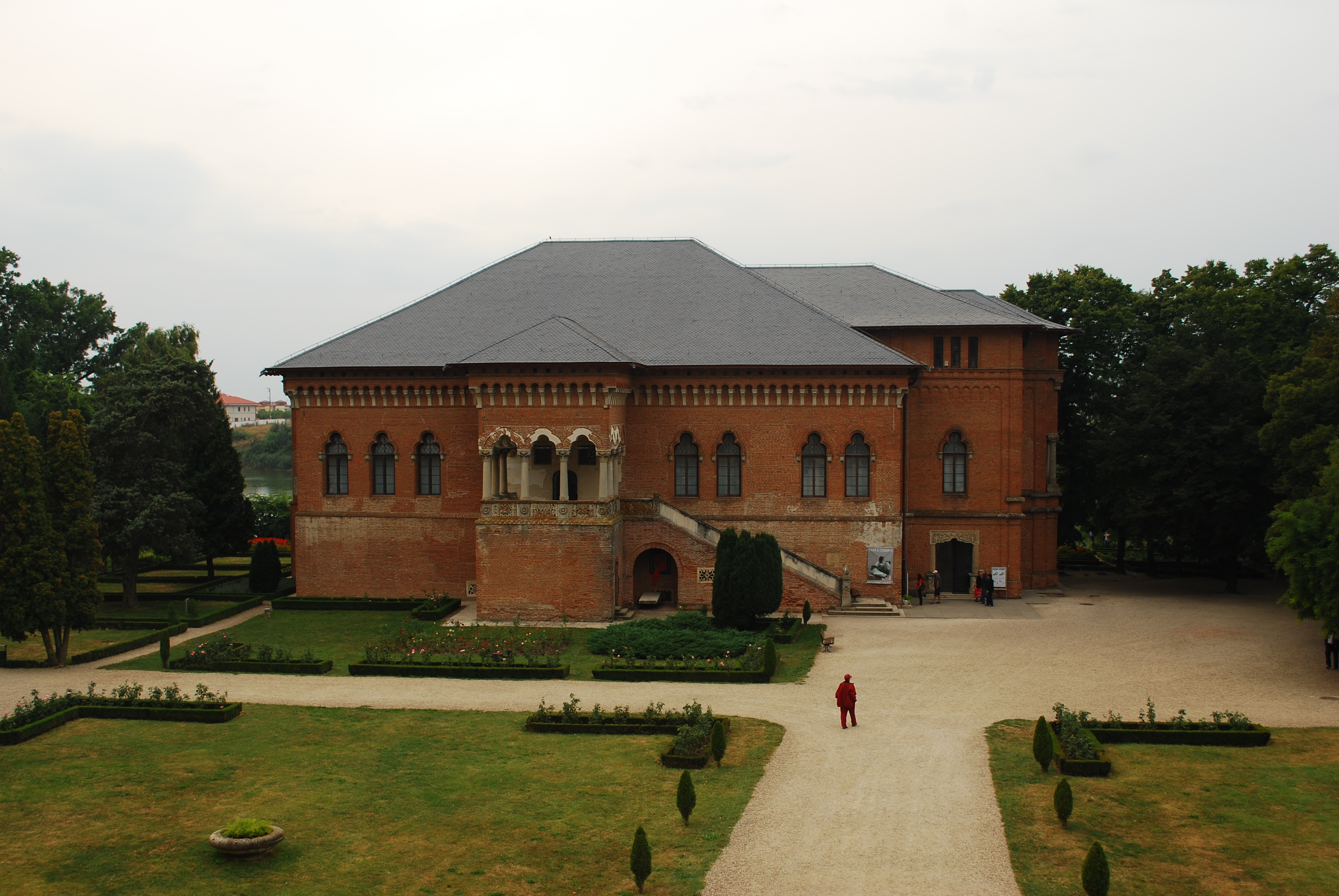
Palatul brâncovenesc și curtea sa, monument istoric de interes național din comuna Mogoșoaia

În comuna Mogoșoaia se află ansamblul palatului brâncovenesc Mogoșoaia, monument istoric de interes național, cuprinzând palatul propriu-zis, biserica „Sfântul Gheorghe”, turnul de poartă, cuhnia, vila d'Elchingen, serele, zidul de incintă, parcul și ghețăria. Un alt monument de interes național este situl arheologic de la „Chitila Fermă”, ce cuprinde două telluri neolitice aparținând culturilor Gumelnița și Boian, precum și așezări din Epoca Bronzului (cultura Tei, fazele II–III), perioada Halstatt, epoca geto-dacică, secolele al II-lea–al III-lea e.n., secolele al V-lea–al VI-lea, secolele al IX-lea–al XI-lea și secolele al XVII-lea–al XIX-lea (ultima cuprinzând și o necropolă).
În afara acestora, cinci alte obiective din comună sunt incluse în lista monumentelor istorice din județul Ilfov ca monumente de interes local. Unul este monumentul eroilor din Primul Război Mondial, aflat în fața ștrandului, și clasificat drept monument de for public. Celelalte patru sunt situri arheologice. Pe malul sudic al lacului Mogoșoaia, în punctul „Livadă” s-a descoperit o așezare geto-dacică, iar pe malul nordic, la sud de pădurea Moțoc, s-a descoperit o așezare din Epoca Bronzului. În punctul „Administrația Fermei”, se află urmele unei alte așezări geto-dacice, precum și ale uneia din secolele al IX-lea–al X-lea. La „Luncă”, pe malul estic al lacului Chitila s-au găsit urme ale unei așezări medievale.

## Legături externe
Materiale media legate de Mogoșoaia la Wikimedia Commons